# Рікардо Лопес Перейра
Рікардо Лопес Перейра (порт. Ricardo Lopes Pereira, нар. 28 жовтня 1990, Нова-Розаландія) — бразильський  футболіст, нападник «Ворскли».

## Кар'єра
Рікардо Лопес Перейра розпочав свою кар'єру в клубі регіональної нижчої ліги «Ітуано», де він дебютував 8 лютого 2012 року в грі Ліги Пауліста проти «Брагантіно» (1:4). Згодом грав у клубах Серії D «Гурупі» та «Глобо», а у другій половині 2014 року грав в оренді у Серії С за «Форталезу».
6 січня 2015 року Рікардо Лопес став гравцем південнокорейського клубу «Чеджу Юнайтед», до якого він приєднався на правах оренди. Протягом одного сезону в Чеджу він взяв участь у 33 іграх чемпіонату та забив 11 голів, ставши найкращим бомбардиром команди. Після цього діючий чемпіон ліги «Чонбук Хьонде Моторс» підписав його за 1,5 мільйона доларів США. У новому клубі він забив 13 голів у першому сезоні чемпіонату Південної Кореї 2016 року, а під час Ліги чемпіонів АФК 2016 року він забив три голи, у тому числі два голи у півфіналі проти «Сеула» і виграв турнір, обігравши еміратський клуб «Аль-Айн» у фіналі. У сезоні 2018 року Рікардо знову забив 13 голів у чемпіонаті, а також чотири голи у тогорічній Лізі чемпіонів, включаючи два голи у ворота таїландського клубу «Бурірам Юнайтед» у 1/8 фіналу, але команда вилетіла у чвертьфіналі від «Сувон Самсунг». Загалом з командою бразилець тричі ставав чемпіоном Південної Кореї.
15 лютого 2020 року Рікардо Лопес приєднався до клубу вищого китайського дивізіону «Шанхай СІПГ». У дебютній грі в китайській Суперлізі 27 липня 2020 року він забив двічі в грі проти «Тяньцзінь Теда» (3:1), а у наступному турі знову зробив дубль, відзначившись голами в грі проти «Хебея» (4:0).
15 липня 2022 року він приєднався до клубу другого японського дивізіону «ДЖЕФ Юнайтед», але до кінця сезону не забив за команду жодного голу у 10 іграх.
31 січня 2023 року підписав контракт з полтавською «Ворсклою».

## Статистика
Станом на 1 лютого 2023.
| Клуб                   | Сезон   | Чемпіонат   | Чемпіонат | Чемпіонат | Кубок | Кубок | Міжнародні | Міжнародні | Інше | Інше  | Всього | Всього |
| Клуб                   | Сезон   | Ліга        | Ігор      | Голів     | Ігор  | Голів | Ігор       | Голів      | Ігор | Голів | Ігор   | Голів  |
| ---------------------- | ------- | ----------- | --------- | --------- | ----- | ----- | ---------- | ---------- | ---- | ----- | ------ | ------ |
| «Ітуано»               | 2012    | -           | -         | -         | -     | -     | -          | -          | 1    | 0     | 1      | 0      |
| «Гурупі»               | 2013    | Серія D     | 9         | 1         | 2     | 0     | -          | -          | 0    | 0     | 11     | 1      |
| «Глобо»                | 2014    | Серія D     | 10        | 7         | 0     | 0     | -          | -          | 23   | 16    | 33     | 23     |
| «Форталеза»            | 2014    | Серія C     | 2         | 0         | 0     | 0     | -          | -          | 0    | 0     | 2      | 0      |
| «Чеджу Юнайтед»        | 2015    | К-Ліга 1    | 33        | 11        | 3     | 0     | -          | -          | -    | -     | 36     | 11     |
| «Чонбук Хьонде Моторс» | 2016    | К-Ліга 1    | 35        | 13        | 3     | 0     | 12         | 3          | 0    | 0     | 50     | 16     |
| «Чонбук Хьонде Моторс» | 2017    | К-Ліга 1    | 22        | 4         | 0     | 0     | -          | -          | -    | -     | 36     | 11     |
| «Чонбук Хьонде Моторс» | 2018    | К-Ліга 1    | 31        | 13        | 3     | 0     | 8          | 4          | -    | -     | 42     | 17     |
| «Чонбук Хьонде Моторс» | 2019    | К-Ліга 1    | 36        | 11        | 1     | 0     | 7          | 1          | -    | -     | 44     | 12     |
| «Чонбук Хьонде Моторс» | Всього  | Всього      | 124       | 41        | 7     | 0     | 27         | 8          | 0    | 0     | 158    | 49     |
| «Шанхай СІПГ»          | 2020    | Суперліга   | 17        | 5         | 1     | 0     | 6          | 1          | -    | -     | 24     | 6      |
| «Шанхай СІПГ»          | 2021    | Суперліга   | 14        | 4         | 0     | 0     | 0          | 0          | -    | -     | 14     | 4      |
| «Шанхай СІПГ»          | Всього  | Всього      | 31        | 9         | 1     | 0     | 6          | 1          | 0    | 0     | 38     | 10     |
| «ДЖЕФ Юнайтед»         | 2022    | Джей-ліга 2 | 10        | 0         | 0     | 0     | -          | -          | -    | -     | 10     | 0      |
| Загалом                | Загалом | Загалом     | 219       | 69        | 13    | 10    | 33         | 9          | 24   | 16    | 307    | 109    |

1. ↑  Ліга Пауліста
2. ↑  Ліга Токантіненсе
3. ↑  Ліга Потігуар
4. ↑  Ліга Сеаренсе
5. ↑  Клубний чемпіонат світу 2016

## Досягнення
- Чемпіон Південної Кореї: 2017, 2018, 2019[12]
- Переможець Ліги чемпіонів АФК: 2016[12]

Індивідуальні
- У символічній збірній К-Ліги: 2016, 2018